# Championnats d'Europe de triathlon 2017
Navigation
Édition précédente Édition suivante
Les championnats d'Europe de triathlon 2017 sont la trente-trois édition des championnats d'Europe de triathlon, une compétition internationale de triathlon organisé par la Fédération européenne de triathlon. Cette édition se tient les 16 et 17 juin dans la ville autrichienne de Kitzbühel.

## Épreuves
Les épreuves élites individuelles se déroulent sur distance M (distance olympique) de 1 500 mètres de natation, 40 kilomètres de vélo puis 10 kilomètres de course à pied. La rencontre abrite aussi l'épreuve des championnats d'Europe de paratriathlon qui se déroule sur distance S (sprint) de 750 mètres de natation, 20 kilomètres de vélo et 10 de course à pied. Une dernière épreuve élite en relais mixte (4X4) se déroule sur un circuit en boucle ou chaque membre de l'équipe doit réaliser 250 mètres de natation, 5 kilomètres de vélo et 2,5 kilomètres de course à pied avant de passer le relais à un ou une coéquipière.
.

## Résumés de courses
Les championnats d'Europe de triathlon courte distance, se sont déroulés durant trois jours dans la ville autrichienne de Kitzbühel. Rendez-vous européen majeur des triathlètes et paratriathlètes spécialistes de cette distance. Élites femmes et hommes, paratriathlètes et équipe mixte dans des épreuves dédiées, se sont affrontés pour monter sur les marches d'un podium international. L'équipe de France en tant que seconde nation au tableau des médailles, derrière le Royaume-Uni, affichent régulièrement de vraies ambitions pour les titres européens. Les conditions météo n'étaient pas toujours idéales, certaines courses se sont déroulées sous une pluie ininterrompue et battante.

### Course élite femme
Dans l'après-midi, à la faveur d'une éclaircie, la course élite femme s'est déroulée en l'absence de certaines têtes d'affiche comme la Britannique Non Stanford. Cette absence n'a pas empêché les triathlètes britanniques de s'imposer sur la course, l'Italienne Alice Betto, prenant la médaille de bronze, la première française Cassandre Beaugrand ne pouvant faire mieux après une ennui technique sur la partie vélo, que d'entrée dans le Top 10 . La Britannique Jessica Learmonth excellente nageuse sort de l'eau en première position et engage une partie vélo rapide ou rejointe par sa compatriote Sophie Coldwell, l'Italienne Alice Betto et de la Russe Anastasia Gorbunova, elles  constituent un quatuor qui collabore suffisamment pour arrivée à la seconde transition avec plus de deux minutes sur le peloton des poursuivantes. Les triathlètes anglaises vont rapidement collaborer dans la partie course à pied pour décrocher l'Italienne et la Russe et s'envoler vers les premières et secondes places, Jessica Learmonth dans un dernier effort prenant le meilleur sur sa compatriote.

### Course élite hommes
Chez les hommes Fernando Alarza faisait figure de favori, mais distancé dès le départ de la natation, il n'est pas en mesure de peser sur le résultat final. Richard Varga Comme à l'accoutumer emmène le peloton des nageurs suivit par les frères russes Polyansky. Leur courte avance ne leur permet pas de rester longtemps en tête, repris pas un groupe de chasse au second tour du circuit vélo. Fort de 38 coureurs, la collaboration ne laisse aucune chance aux derniers poursuivants qui ne les rejoindront plus. La course devait dont se départager lors de la partie course à pied. Rapidement, six triathlètes vont prendre l'ascendant les Portugais João Silva  et João Pereira, les Espagnols Uxio Abuin Ares , Vicente Hernandez, Antonio Serrat Seoane, ainsi que le Français Raphaël Montoya. Ce groupe compact va lutter jusque dans la dernière ligne droite, ou lancer dans un sprint rapide, João Pereira suivit à une seconde de Raphael Montoya arrache la victoire devant le Français qui confirme par ce podium international, sa montée dans la hiérarchie internationale du triathlon. L'autre Portugais João Silva prend la troisième place de l'épreuve.

### Course relais mixte
L'épreuve qui clôture l'édition 2017 des championnats a vu la consécration du Danemark devant les équipes mixte française et russe. L'équipe de France qui remporte sa deuxième médaille sur ce format d'épreuve et un 22e titre européen n'a pas réussi à surclasser les relayeurs danois qui ont pris l'avantage dans le troisième relais. Le relais final porté par Raphele Montoya entamé avec 59 secondes de retard sur le dernier Danois qui a su résister au retour du Français en grande forme et s'approprier la plus haute marche du podium.

### Paratriathlon
L'épreuve de paratriathlon qui ouvraient les championnats s'est déroulée sous des averses continues. Ces difficultés supplémentaires n'ont pas empêché la délégation tricolore de remporter plusieurs médailles européennes. Alexis Hanquinquant, décroche la première place dans la catégorie PTS4 et une première médaille d'or, participant pour la première fois à cette compétition, il survole complètement ses concurrents et s'annonce comme un sérieux prétendant au titre mondial. Gwladys Lemoussu remporte une médaille d'argent devancée par Lauren Steadman. En catégorie PTS2 Stéphane Bahier prend également la seconde place, dominée le Britannique Andrew Lewis, ce titre lui donnant toutefois une grande satisfaction au regard de sa longue carrière. Enfin Élise Marc offre une nouvelle médaille en paratriathlon à la France en prenant la troisième place de sa catégorie, ayant du s'arrêter durant la course à pied pour régler un problème de prothèse.

## Palmarès
Les tableaux présentent le « Top 10 » des épreuves élites et les podiums des épreuves paratriathlon et relais mixte.

### Hommes élites
| Rang               | Triathlète            | Temps           |
| ------------------ | --------------------- | --------------- |
| Médaille d'or      | João Pereira          | 1 h 45 min 31 s |
| Médaille d'argent  | Raphaël Montoya       | 1 h 45 min 32 s |
| Médaille de bronze | João Silva            | 1 h 45 min 35 s |
| 4                  | Vicente Hernandez     | 1 h 45 min 40 s |
| 5                  | Uxío Abuin            | 1 h 45 min 47 s |
| 6                  | Fernando Alarza       | 1 h 45 min 51 s |
| 7                  | Rostislav Pevtsov     | 1 h 45 min 54 s |
| 8                  | Antonio Serrat Seoane | 1 h 46 min 12 s |
| 9                  | Shachar Sagiv         | 1 h 46 min 16 s |
| 10                 | Dmitry Polyansky      | 1 h 46 min 21 s |

### Femmes élites
| Rang               | Triathlète           | Temps           |
| ------------------ | -------------------- | --------------- |
| Médaille d'or      | Jessica Learmonth    | 1 h 57 min 50 s |
| Médaille d'argent  | Sophie Coldwell      | 1 h 58 min 5 s  |
| Médaille de bronze | Alice Betto          | 1 h 58 min 31 s |
| 4                  | Vendula Frintová     | 1 h 58 min 41 s |
| 5                  | Claire Michel        | 1 h 58 min 41 s |
| 6                  | Jolanda Annen        | 1 h 58 min 47 s |
| 7                  | Sara Vilic           | 1 h 59 min 0 s  |
| 8                  | Anastasia Abrosimova | 1 h 59 min 24 s |
| 9                  | Zsófia Kovács        | 1 h 59 min 28 s |
| 10                 | Cassandre Beaugrand  | 1 h 59 min 37 s |

### Relais mixte
| Rang               | Équipe   | Triathlètes                                                                        | Segment                             | Temps final     |
| ------------------ | -------- | ---------------------------------------------------------------------------------- | ----------------------------------- | --------------- |
| Médaille d'or      | Danemark | Anne Holm Andreas Schilling Sif Bendix Madsen Emil Deleuran Hansen                 | 00:19:56 00:17:19 00:19:26 00:18:36 | 1 h 15 min 17 s |
| Médaille d'argent  | France   | Cassandre Beaugrand Simon Viain Émilie Morier Raphaël Montoya                      | 00:19:19 00:17:52 00:20:05 00:18:08 | 1 h 15 min 24 s |
| Médaille de bronze | Russie   | Anastasia Gorbunova Dmitry Polyanskiy Anastassia Abrossimova Vladímir Turbayevskiy | 00:19:48 00:17:33 00:19:52 00:18:19 | 1 h 15 min 32 s |

### Paratriathlon
| Année | PTV1          | PTS2         | PTS3          | PTS4                | PTS5          | PTHC          |
| ----- | ------------- | ------------ | ------------- | ------------------- | ------------- | ------------- |
| 2017  | Dave Ellis B3 | Andrew Lewis | Daniel Molina | Alexis Hanquinquant | Martin Schulz | Jetze Plat H2 |

| Année | PTV1            | PTS2        | PTS3            | PTS4        | PTS5            | PTHC          |
| ----- | --------------- | ----------- | --------------- | ----------- | --------------- | ------------- |
| 2017  | Melissa Reid B3 | Liisa Lilja | Anna Plotnikova | Cassie Cava | Lauren Steadman | Jade Jones H2 |